# 刘昱晗
刘昱晗（英語：Yuhan Liu，1995年6月17日—），中国大陆男演员，出生于中国辽宁省营口市，2013届中央戏剧学院表演系本科。

## 進入演藝圈
- 2015年，出演都市家庭剧《我的继父是偶像》，从而正式出道[2] 。

- 2016年，参演科幻剧《上道》。

- 2017年，参演古装权谋剧《三国机密之潜龙在渊》[3]。

- 2019年，主演的校园偶像剧《满满喜欢你》播出 [4] 。

- 2020年2月，在《2020湖南卫视元宵一家亲》参演小品《闪电婚礼》饰：刘刚[5] 。

- 2020年12月10日，主演的青春冒险剧《终极笔记》播出，在剧中饰演：小花/解雨臣[6] 。

- 2021年3月，参演的民国爱情剧《十二谭》播出  ；

- 2021年3月，主演的古装、武侠电视剧《夜燕白》结束了近4个月的拍摄顺利杀青，在剧中饰演：司马繁[7] ；

- 2021年4月，主演的电视剧《白玉思无瑕》播出，在剧中饰演：江天凌  ；

- 2021年10月，参演的芭蕾题材校园青春剧《跳跃的青春》在京正式开机[8] ；

- 同年2021年11月12日，主演的《穿過谎言拥抱你》在中山开机，于2022年1月2日正式官宣殺青 ，在劇中飾演：陸一澤。後劇名改為《又見仲夏夜之星》。

## 影视作品

### 电视剧
| 首播年份 | 电视剧                 | 饰演角色               | 备注               |
| 2016年   | 《我的继父是偶像》     | 韩冬冬                 |                    |
| 2018年   | 《三国机密之潜龙在渊》 | 曹植                   |                    |
| 2019年   | 《上道》               | 王博维 / 沐云帆        |                    |
| 2019年   | 《满满喜欢你》         | 左岸                   |                    |
| 2020年   | 《终极笔记》           | 小花 / 解雨臣 / 解语花 | 网络剧             |
| 2021年   | 《十二譚》             | 路谨之                 | 网络剧             |
| 2021年   | 《白玉思无瑕》         | 江天凌                 | 主演               |
| 2023年   | 《再见仲夏夜之星》     | 陆一泽                 | 网络剧             |
| 2023年   | 《踮起脚尖靠近你》     | 凌晨                   | 网络剧             |
| 2024年   | 《狐狸在手》           | 御临风                 | 网络剧，2020年拍攝 |
| 2025年   | 《成家》               | 蒋方圆                 |                    |
| 2025年   | 《这个江湖不一般》     | 叶寻                   | 网络短剧           |
| 待播     | 《夜燕白》             | 司马繁                 | 网络剧             |
| 待播     | 《天赐娘子小镖狮》     |                        | 网络剧             |
| 待播     | 《水龙吟》             | 草無芳/花无言          |                    |
| 待播     | 《暗河传》             |                        | 网络剧             |
| 待播     | 《慕胥辞》             |                        | 网络剧             |

### 综艺、小品
| 时间       | 活动名称                                     |
| 2020.02    | 《2020湖南卫视元宵一家亲》的小品《闪电婚礼》 |
| 2021.05.15 | 芒果TV 《了不起的艺能》 第16期               |
| 2021.07.24 | 芒果TV 《了不起的艺能》 第24期               |